# Kostel svaté Máří Magdaleny (Lužany)
Kostel svaté Máří Magdaleny (též uváděn jako svaté Marie Magdaleny) leží v Královéhradeckém kraji v obci Lužany vzdálené 10 km východně od města Jičín. V letech 1797–1805 byl přestavěn v klasicistním stylu podle plánů architekta J. Thomy.
Byl prohlášen kulturní památkou, památkově chráněn je od 5. srpna 2004.

## Historie
Lužany jsou starobylá ves připomínaná již v roce 1052. Kostel leží v její střední části uprostřed hřbitova. Je gotického původu, doložen již v roce 1360. K jeho opravě a zároveň barokní přestavbě došlo v letech 1728–1729 podle plánů Donata Morazziho. Další přestavba proběhla v letech 1797–1805, kdy byl téměř celý nově postaven v klasicistním stylu podle plánů architekta J. Thomy zednickým mistrem V. Kracíkem a tesařským mistrem J. Jusou.
Bývalý farní kostel je dnes filiálním ve farnosti Železnice, Vikariát Jičín, Diecéze královéhradecká.

## Popis
Kostel je jednolodní obdélná stavba s půlkruhově uzavřeným presbytářem s valenou klenbou. Je situován k jihovýchodu. V jeho čele je postavena hranolová věž s hlavním vchodem. Chrámová loď je dlouhá 23 m a široká 13 m, je plochostropá. Na věži jsou zavěšeny dva zvony. Větší zvon pochází z roku 1788, navrhl a vyrobil jej pražský zvonař František Antonín Frank. Druhý menší zvon je tzv. umíráček. Celá stavba kostela je z kamene omítnuta hladkou omítkou. Uvnitř na stěnách jsou iluzivní malby.

## Interiér
Zařízení pochází z 2. poloviny 19. století od jičínského řezbáře Josefa Stoklasy. Cínová křtitelnice je z roku 1604 od konváře J. Křepekly z Kutné Hory. Varhany jsou od pražského varhanáře Karla Vocelky (1813–1876).

## Okolí kostela
Před vchodem na hřbitov a ke kostelu stojí na podstavci sestaveném ze tří kvádrů sousoší českých patronů sv. Václava a sv. Jana Nepomuckého pod křížem. Sousoší pochází ze 2. poloviny 19. století, autor je neznámý.

## Galerie

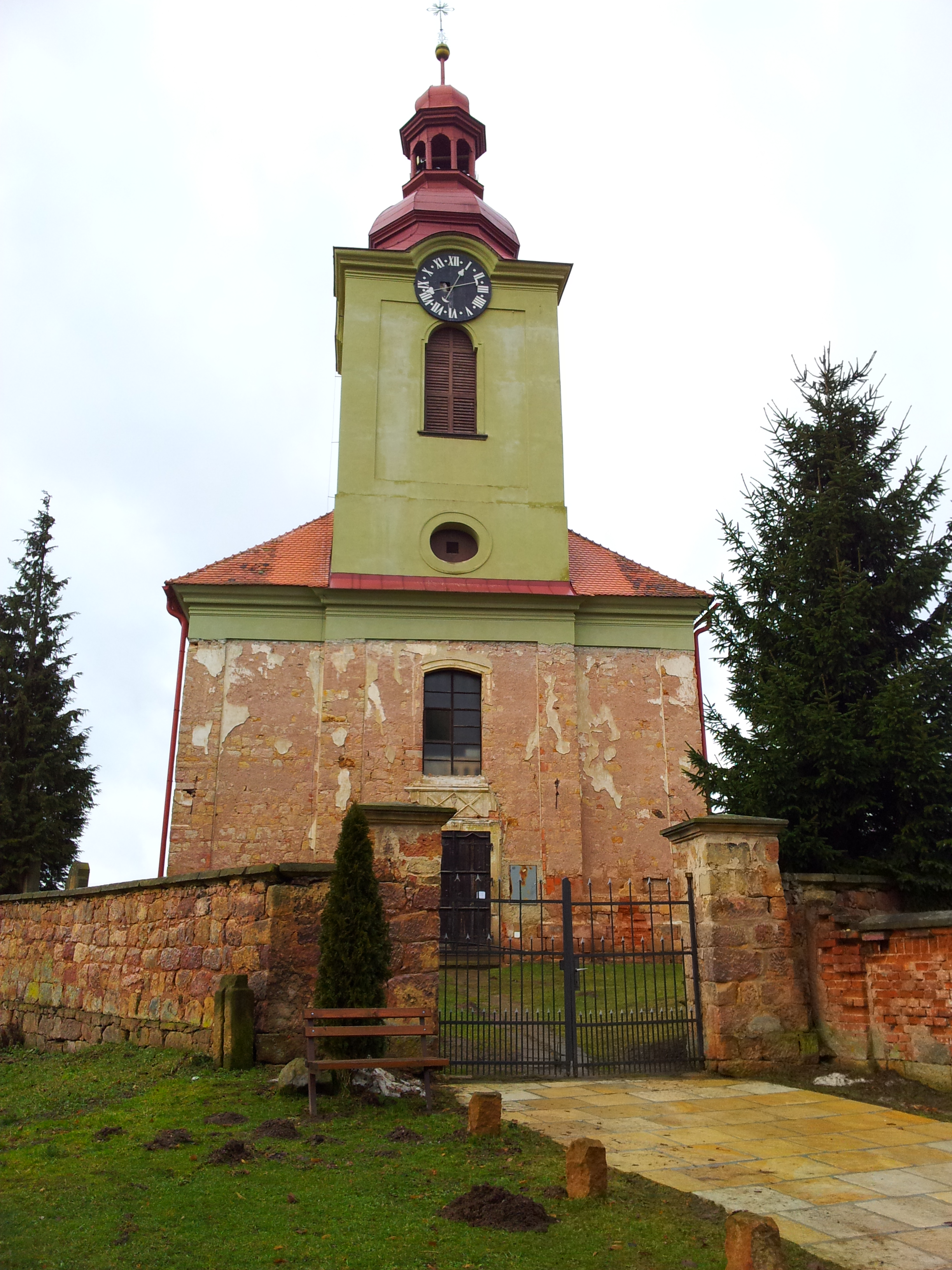
V době rekonstrukce, 2. února 2013
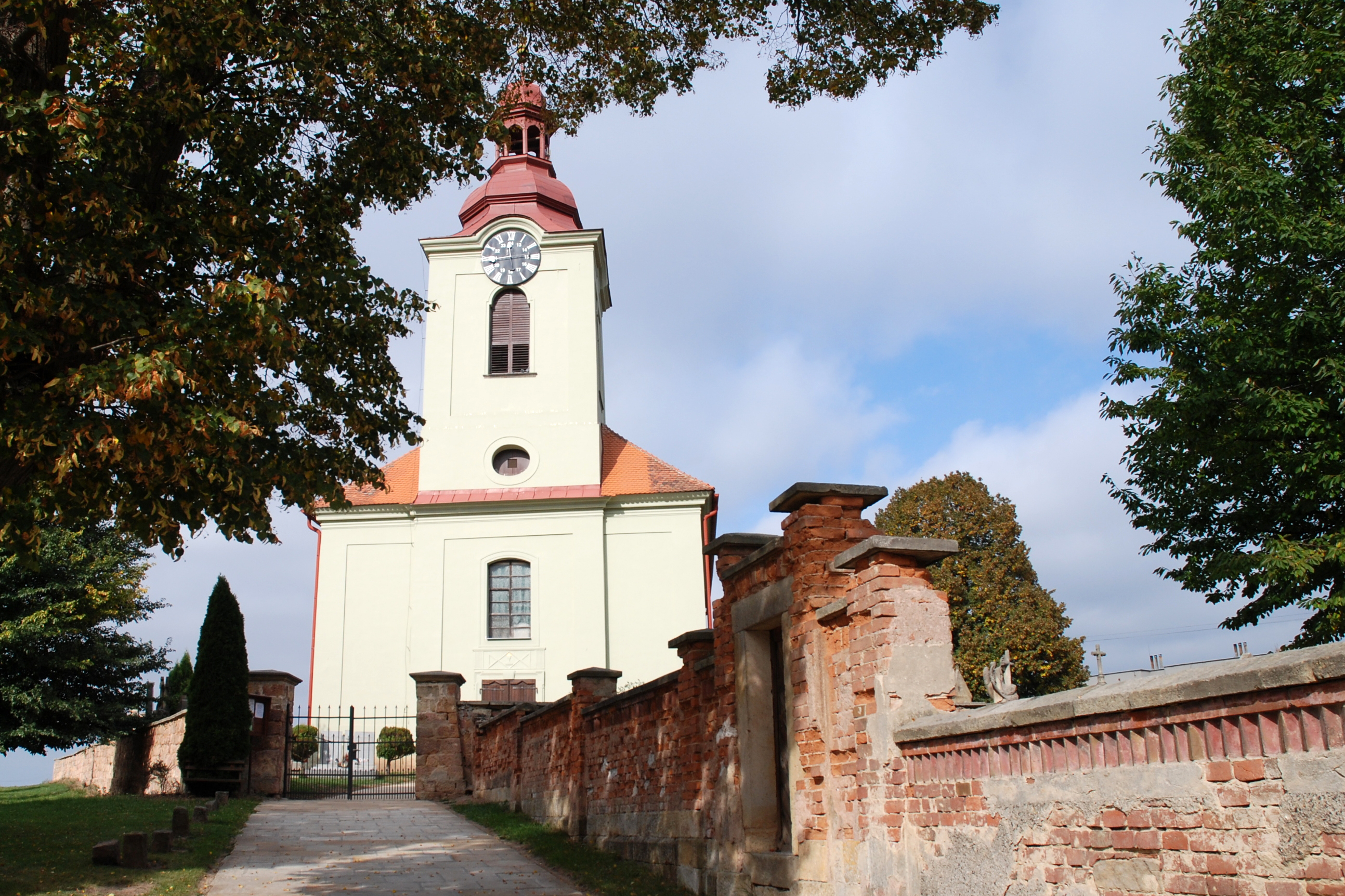
Od příchodové cesty v době opravy zídky, 8. října 2018
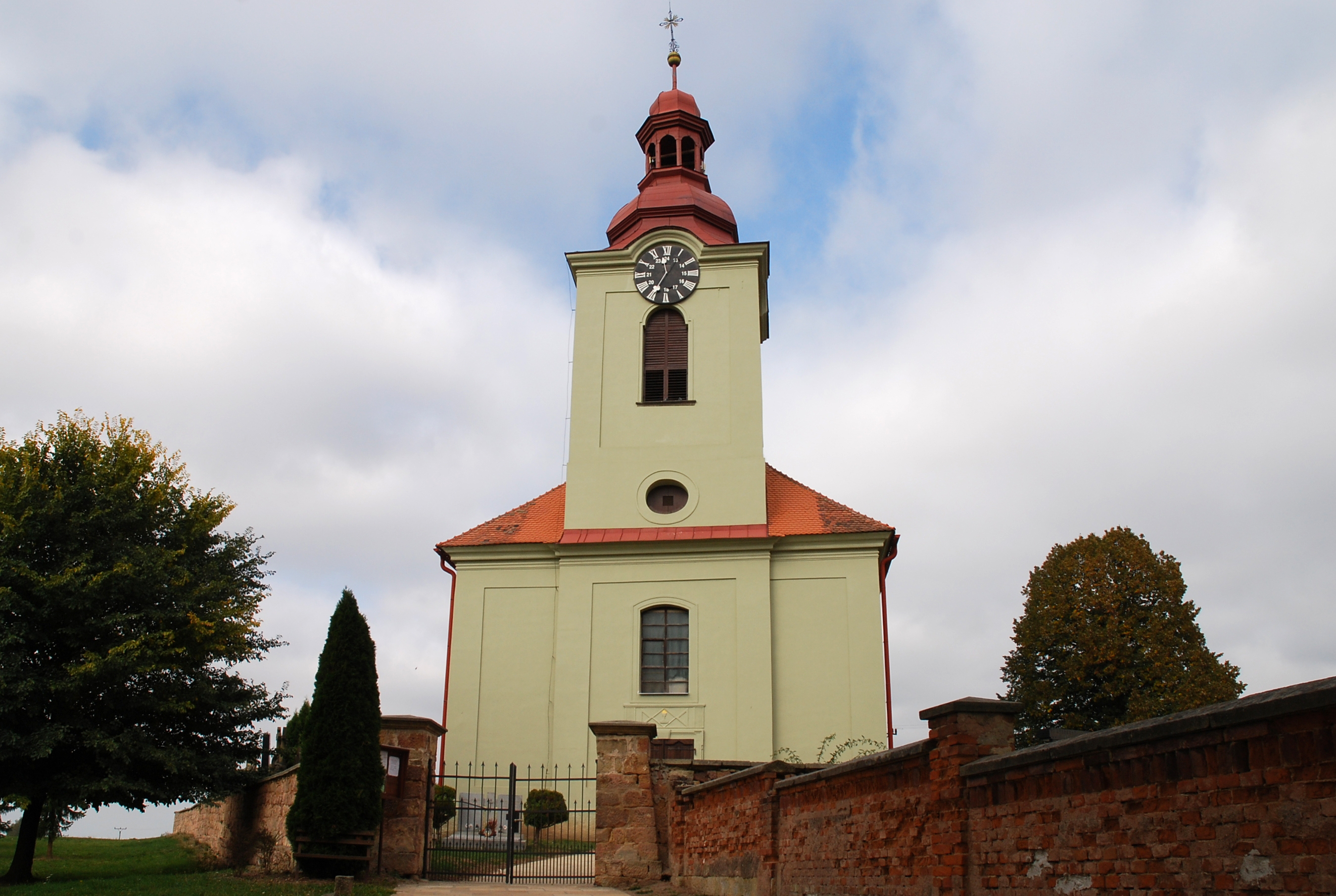
Průčelí kostela po rekonstrukci, 8. října 2018
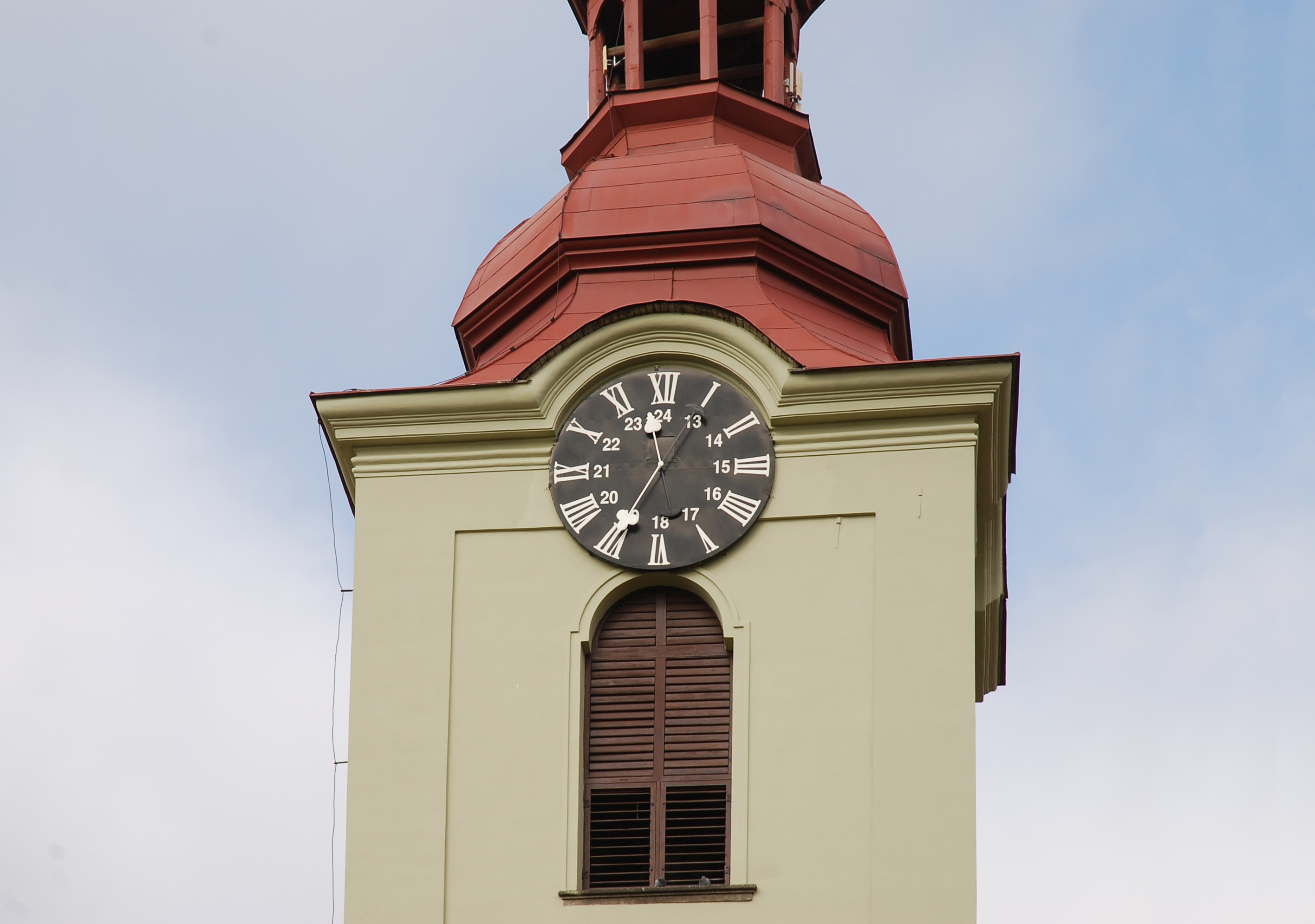
Detail věže, 8. října 2018
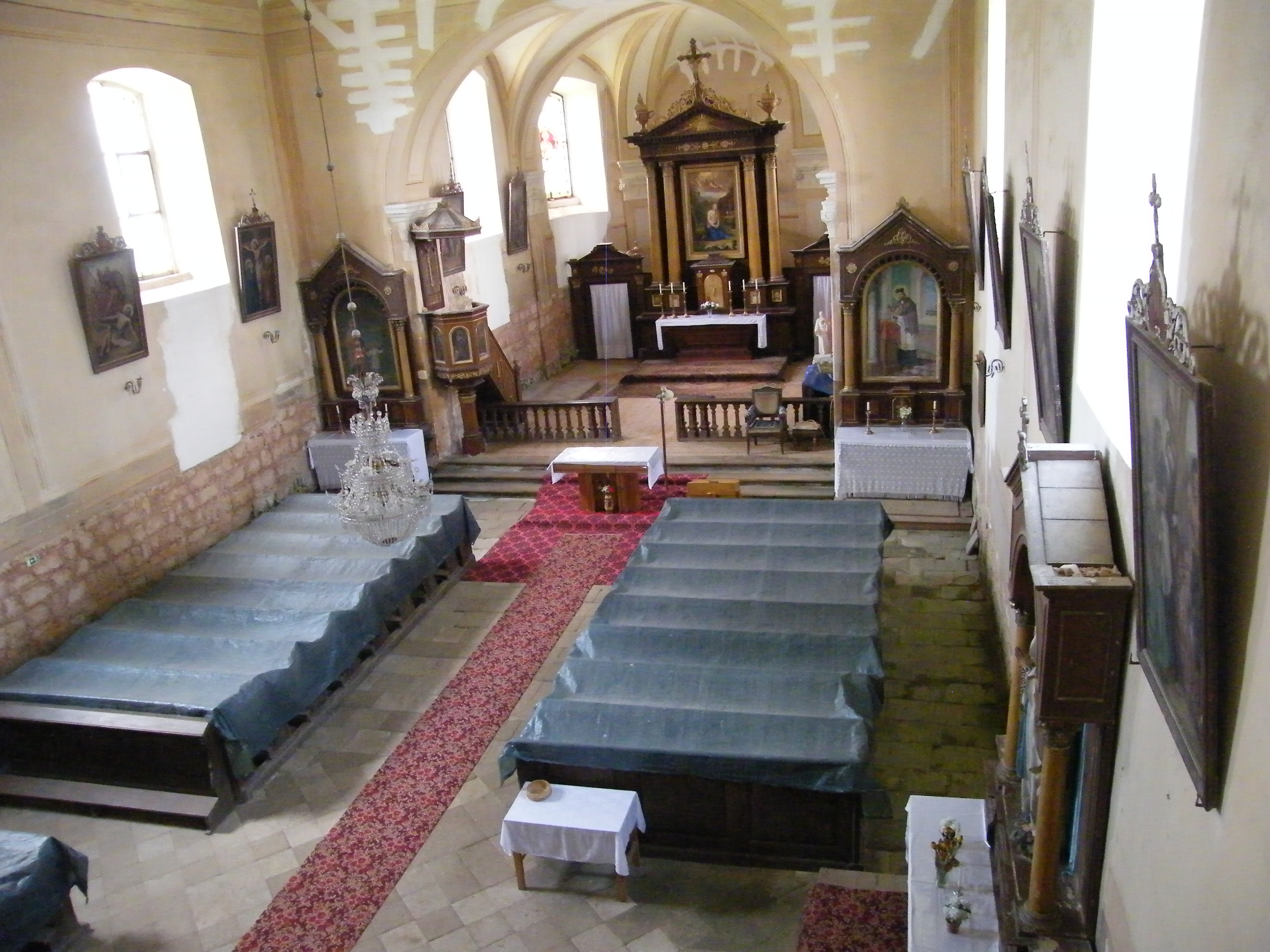
Interiér